# Adem Kastrati (aktor)
Adem Kastrati (ur. 13 lutego 1909 w Szkodrze, zm. 14 czerwca 1972) – albański aktor.

## Życiorys
W 1924 roku rozpoczął amatorską karierę komika. Następnie pracował jako kierowca, magazynier oraz barman. Ostatecznie jednak został zawodowym aktorem, należał także do grona założycieli Teatru Migjeni w Szkodrze; podczas swojej kariery zagrał w łącznie ponad 40 premierach z repretuaru zarówno krajowego, jak i zagranicznego.
Zmarł 14 czerwca 1972 roku, pogrzeb odbył się następnego dnia.

## Tytuły
Został pośmiertnie uhonorowany tytułem Zasłużonego Artysty.